# Placiphorella borealijaponica
Placiphorella borealijaponica är en blötdjursart som beskrevs av Saito och Takashi A. Okutani 1989. Placiphorella borealijaponica ingår i släktet Placiphorella och familjen Mopaliidae. Inga underarter finns listade i Catalogue of Life.